# Ryoji Abe
Ryoji Abe –em japonês, 阿部良二, Abe Ryoji– (6 de março de 1953) é um desportista japonês que competiu em ciclismo na modalidade de pista. Ganhou uma medalha de bronze no Campeonato Mundial de Ciclismo em Pista de 1975, na prova de velocidade individual.

## Medalheiro internacional
| Campeonato Mundial | Campeonato Mundial | Campeonato Mundial | Campeonato Mundial        |
| Ano                | Lugar              | Medalha            | Competição                |
| ------------------ | ------------------ | ------------------ | ------------------------- |
| 1975               | Rocourt ( Bélgica) | Medalha de bronze  | Velocidade individual (P) |